# Ana Briongos
Ana María Briongos Guadayol (Barcelona, 29 de diciembre de 1946-25 de junio de 2024) fue una física y escritora española.

## Biografía
Licenciada en Física por la Universidad de Barcelona, fue alumna de lengua y literatura persa en la Universidad de Teherán, y durante un período de casi diez años trabajó en Irán y Afganistán como asesora e intérprete.
Ha escrito libros de viaje sobre Afganistán (Un invierno en Kandahar), Irán (La cueva de Alí Babá y Negro sobre Negro) y la India (¡Esto es Calcuta!), basados en sus viajes y experiencias personales. Bien documentados, amenos y emocionantes, sus libros son hoy referencia para viajeros y aficionados a la literatura de viajes.
Las fotografías del conocido fotógrafo Toni Catany han ilustrado algunos de sus libros. Ha colaborado en el libro de Nazario La Barcelona de los años 70 vista por Nazario y sus amigos, y en el documental Construint llibertat, un edifici contracultural a la Barcelona dels 70
También ha participado en programas de televisión, como Saló de lectura de BTV y Millenium del Canal 33 con el escritor y fotógrafo Jordi Esteva, y en el programa de Telemadrid Noches Blancas, de Fernando Sánchez Dragó, dedicado a Irán y Afganistán.
Y en los programas de Radio Euskadi Levando anclas presentado por Roge Blasco En el de Catalunya Radio Els viatgers de la Gran Anaconda presentado por Toni Arbonés, donde suele colaborar regularmente, en el programa El Cafè de la República de la misma emisora, en La Maleta Azul de la emisora en línea R3W presentado por Loreto Hernández y en el programa de RNE Viaje al centro de la noche. En 2019 fue entrevistada en el programa de la Cadena Ser para conmemorar sus 50 años de vida viajera.
Ha dado clases y conferencias en universidades y organizaciones sociales, en especial en las Aulas de Extensión Universitaria para los Mayores de la Universidad de Barcelona, Casa Àsia, Casa Árabe.
Actualmente colabora como voluntaria en la Fundació Bayt al-Thaqafa creada por Teresa Losada, donde enseña a adolescentes inmigrantes de origen asiático.
De 2013 a 2015 formó parte de la junta directiva de la Sociedad Geográfica Española.
Han escrito sobre su obra, entre otros muchos, Placid Garcia-Planes, José Martí Gómez, Joaquim Roglan, Núria Escur Javier Fernández de Castro o Tony Wheeler, fundador de Lonely Planet, que cita un parágrafo de su libro Negro sobre negro en sus conferencias y en sus libros.
En octubre de 2020 presenta para el programa Va passar aquí sobre la Historia i curiositats de la ciutad de Barcelona de la cadena de televisión Betevé sobre 'La casa dels hippies, un edifici singular', construido en Barcelona en 1970 por los arquitectos Lluís Clotet y Òscar Tusquets, que fue residencia de artistas y gente liberal que hizo del edificio todo un símbolo de la contracultura.

## Obras

### Literatura de viajes
- Un invierno en Kandahar, Barcelona, Ed. Laertes, 2000. ISBN 978-84-7584-421-3
- Negro sobre negro, Barcelona, Ed. Laertes, 1996 (6.ª ed., 2009. ISBN 978-84-7584-617-0)
- La cueva de Alí Babá, Barcelona Ed. Lumen, 2002. Reedición, Barcelona Ed. Laertes, 2015 978-84-7584-961-4
- ¡Esto es Calcuta!, 2006
- Geografías íntimas, Barcelona, Ed. Laertes, 2015. ISBN 978-84-7584-990-4
- Mi cuaderno morado. El viaje más largo, Barcelona, Ed. Laertes, 2023. ISBN 978-84-19676-20-7

### Literatura infantil
- L'Enigma de la Pe Pi (El enigma de la Pe Pi), 2001

Novela infantil de misterio publicada por El Vaixell de vapor en catalán. Todo ocurre en la Villa Olímpica de Barcelona y sus protagonistas son un niño, su lagartija, Pe Pi, un ex marinero/aventurero y un misterioso secuestrado. Adecuado para edades de 9 a 12 años.

### Literatura gastronómica
- IRÁN. Recetas y hábitos gastronómicos. Autoedición, 2009. ISBN 9788461336791